# Komitat Somogy
Komitat Somogy (węg. Somogy vármegye) – komitat na zachodzie Węgier, graniczący z Chorwacją.
Komitat Somogy leży na Wysoczyznach Zadunajskich. Na północnej granicy komitatu leży jezioro Balaton. Na południe od niego leżą wzgórza Marcali i Külsö-Somogy, a dalej na południe – równina Felso-Somogy. Południową granicę komitatu wyznacza Drawa.
Stolicą komitatu Somogy jest miasto Kaposvár.

## Podział administracyjny
Komitat dzieli się na 11 powiatów:
- Balatonföldvár
- Barcs
- Csurgó
- Fonyód
- Kadarkút
- Kaposvár
- Lengyeltóti
- Marcali
- Nagyatád
- Siófok
- Tab

### Miasta komitatu
Miasta komitatu (liczba ludności według spisu z 2001):
| Sortowanie alfabetyczne | Sortowanie według liczb |
| ----------------------- | ----------------------- |
| Kaposvár                | 68697                   |
| Siófok                  | 22684                   |
| Marcali                 | 12533                   |
| Barcs                   | 12316                   |
| Nagyatád                | 12043                   |
| Csurgó                  | 5946                    |
| Balatonboglár           | 5928                    |
| Fonyód                  | 5055                    |
| Tab                     | 4996                    |
| Nagybajom               | 3598                    |
| Lengyeltóti             | 3461                    |
| Kadarkút                | 2791                    |
| Balatonföldvár          | 2094                    |